# Giải Shaw

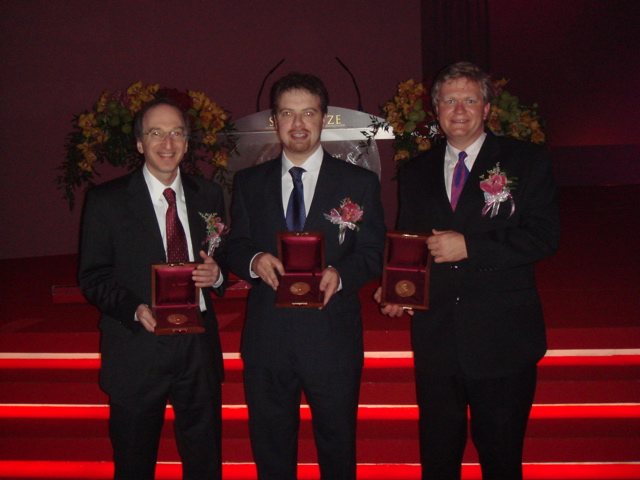
Saul Perlmutter, Adam Riess và Brian P. Schmidt (từ trái sang phải) cùng giành giải thưởng thiên văn học năm 2006

Giải Shaw là giải thưởng thường niên lần đầu tiên được trao tặng bởi Shaw Prize Foundation vào năm 2004. Được thành lập vào năm 2002 tại Hồng Kông, giải vinh danh "những cá nhân hiện đang hoạt động trong lĩnh vực tương ứng của họ và Những người gần đây đã đạt được những tiến bộ nổi bật và có ý nghĩa, những người đã đóng góp xuất sắc trong nghiên cứu hoặc ứng dụng khoa học và khoa học, hoặc những người trong các lĩnh vực khác đã đạt được sự xuất sắc. Giải thưởng dành cho tiến bộ xã hội, nâng cao chất lượng cuộc sống và làm phong phú nền văn minh tinh thần của nhân loại.
Giải thưởng đã được mô tả là "Giải Nobel của phương Đông".
  
Nó được đặt theo tên của Ngài Run Run Shaw  (邵逸夫), người là nhà hảo tâm và tiền thân trong ngành truyền thông Hồng Kông.

## Bối cảnh
Giải thưởng dành cho những thành tựu gần đây trong các lĩnh vực thiên văn học, khoa học đời sống và y học, và khoa học toán học; nó không được trao tặng. Đề cử được gửi bởi các cá nhân được mời bắt đầu mỗi năm vào tháng Chín. Những người chiến thắng giải thưởng sau đó được công bố vào mùa hè, và nhận giải thưởng tại buổi lễ vào đầu mùa thu. Những người chiến thắng nhận được huy chương và giấy chứng nhận. Mặt trước của huy chương có một bức chân dung của Shaw cũng như tiếng Anh và tiếng Trung Quốc truyền thống của giải thưởng; lưng mang năm, thể loại, tên của người chiến thắng và một trích dẫn của nhà triết học Trung Quốc Tôn Tử (制天命而用之, Hán-Việt Chế thiên mệnh nhi dụng chi  nghĩa là "chế ngự thiên mệnh và dùng nó"). 
Ngoài ra, người chiến thắng nhận được một khoản tiền trị giá 1,2 triệu USD từ ngày 1 tháng 10 năm 2015.
Tính đến năm 2012, 28 giải thưởng đã được trao cho 48 cá nhân. Người chiến thắng đầu tiên cho giải thưởng Thiên văn học là người Canada Jim Peebles; ông được vinh danh vì những đóng góp của mình cho vũ trụ học. Hai giải khai mạc đã được trao cho hạng mục Khoa học và Y học Đời sống: Người Mỹ Stanley Norman Cohen, Herbert Boyer và Yuet-Wai Kan cùng giành một trong những giải thưởng cho các tác phẩm của họ liên quan đến DNA trong khi nhà sinh lý học người Anh Sir Richard Doll đã giành chiến thắng với sự đóng góp của mình cho ung thư dịch tễ học. Shiing-Shen Chern của Trung Quốc đã giành giải thưởng Khoa học toán học khai mạc cho công trình nghiên cứu về hình học vi phân.
Đáng chú ý, mười hai người đoạt giải Nobel—Jules Hoffmann, Bruce Beutler, Saul Perlmutter, Adam Riess, Shinya Yamanaka, Robert Lefkowitz, Brian Schmidt, Jeffrey C. Hall, Michael Rosbash, Michael W. Young, Kip Thorne, Rainer Weiss, P. James E. Peebles và Michel Mayor— là những người đoạt giải Shaw trước đó.